# 대한장애인론볼연맹
대한장애인론볼연맹(大韓障礙人론볼聯盟, Korea Bowls Board for the Disabled, KBBD)는 대한민국의 장애인 론볼를 관할하는 스포츠 행정 기구이다.

## 참고 문헌
- 《2020 체육백서》. 대한민국 문화체육관광부. 2022.